# Теневая черта
«Тенева́я черта́» (англ. The Shadow-line: A Confession, Теневая черта: Признание) — повесть Джозефа Конрада, написанная им в 1915 году. Российский литературовед Борис Проскурнин переводит название как «Линия тени».
Повесть в некоторой степени носит автобиографический характер и анализирует «теневую черту»: переход от юности к зрелости. На её написание значительно повлияло начало Первой мировой войны, на которой был ранен сын Конрада — Борис . Повесть наполнена глубоким символизмом: в описании морского путешествия явно проступает мотив одиночества в человеческой жизни; автор показывает, насколько важен для его героя вопрос исполнения долга . Кроме того, повесть часто истолковывается в сверхъестественном ключе, как история с привидениями, что роднит её с «Поворотом винта» Генри Джеймса . Некоторые критики также рассматривали «Теневую черту» как историю подавленной гомосексуальности .
Повесть является ярким примером импрессионизма в литературе: все события показываются через субъективное восприятие персонажей. Внутренняя жизнь героя зачастую более важна, чем внешняя действительность . Большинство современных критиков считает повесть одним из наиболее значительных произведений Конрада . Повесть была экранизирована польским режиссёром Анджеем Вайдой  .

## Сюжет
Рассказчик повести немотивированно списывается с корабля, где работал в должности помощника капитана, в одном из «восточных портов» и собирается вернуться в Англию. При этом рассказчик не может привести рациональных причин своего решения, говоря об «опрометчивых моментах» (англ. rash moments) юности. В качестве одного из таких примеров он приводит внезапную женитьбу.
В порту, ожидая корабля, который сможет доставить его на родину, рассказчик поселяется в доме офицеров. Здесь он знакомится с капитаном Джайлсом и неким Гамильтоном. Местный стюард и Гамильтон ведут себя странно, более того рассказчик слышит обрывок их разговора, в котором Гамильтон сообщает стюарду, что рассказчик не может быть ему конкурентом. Оказывается, что из портового управления было получено письмо, адресованное рассказчику, в котором того приглашали стать капитаном судна. Стюард скрыл письмо, чтобы дать Гамильтону возможность занять эту вакансию. Капитан Джайлс раскрывает их интригу рассказчику, и тот отправляется в управление. Капитан одного из британских судов умер в Бангкоке, и рассказчику предлагают в тот же день отправиться туда, чтобы принять командование.
Прибыв в Бангкок, рассказчик отправляется на своё судно, где встречает первого помощника мистера Бернса. Первый помощник рассказывает о предыдущем капитане, который перед смертью сошёл с ума. Судно было приведено в Бангкок мистером Бернсом, который, по всей видимости, считал, что новым капитаном должны были бы назначить его.
До отплытия мистер Бернс заболевает, однако рассказчик не прислушивается к мнению врача и оставляет Бернса на судне. Вскоре после отплытия начинается штиль, корабль почти не двигается, к тому же вся команда, кроме рассказчика и кока Рэнсома, заболевает. Новым серьёзным ударом оказывается то, что вместо хинина в аптечном шкафу оказывается некий сладковатый порошок. Вероятно, старый капитан продал хинин. Мистер Бернс считает, что даже после смерти старый капитан стремится уничтожить судно. Постепенно это становится его навязчивой идеей, которой он объясняет любые неприятности.
Через пятнадцать дней штиль сменяется штормом. У Рэнсома больное сердце и он боится резких движений, однако ему приходится работать, чтобы спасти судно. В конце концов, рассказчик и Рэнсом вдвоём приводят судно в порт. Рэнсом сразу заявляет о своём уходе. Рассказчик пишет ему рекомендательное письмо. Он также встречается вновь с капитаном Джайлсом, который замечает, что рассказчик теперь явно выглядит старше.

## История создания
Повесть основана на впечатлениях Конрада, полученных во время его путешествий на восток в 1887—1888 годах. В это время Конрад получил ранение и провёл шесть недель в госпитале Сингапура. После этого он был назначен на должность помощника капитана на корабле «Видар», от которой, подобно герою «Теневой черты», внезапно отказался спустя четыре с половиной месяца. Вскоре ему предложили принять командование баркой «Отаго» в Бангкоке. Это был единственный капитанский опыт Конрада. Конрад неоднократно отмечал автобиографичность повести. Многие персонажи повествования имеют реальных прототипов. Например, капитан Эллис действительно был комендантом портового управления в Сингапуре. Первым помощником Конрада, в его бытность капитаном, был мистер Борн, выведенный в повести как мистер Бернс. Повесть была написана в 1915 году, однако основная идея (под рабочим названием «Первое командование») была сформулирована Конрадом ещё в письме издателю Вильяму Блэквуду 14 февраля 1899 года.
Исследователи отмечают, что автобиографичность повести может быть ещё глубже. Сын Конрада Борис участвовал в Первой мировой войне. В 1915 году он получил звание старшего лейтенанта и вскоре после этого был тяжело контужен. Конрад посвятил повесть «Борису, и всем остальным, кто подобно ему пересёк в ранней юности теневую черту своего поколения». В авторской заметке к повести (англ. Author’s Note) Конрад сравнивает свой опыт с опытом сына, говоря о теневой черте, которая отделяет юность от зрелости. Таким образом, в повести в переносном смысле показан опыт молодого поколения, столкнувшегося с ужасом войны. Сам Конрад отмечает, что начало войны изменило его психологическое отношение к повести, превратив «Первое командование» в «Теневую черту».

## Место в творчестве Конрада
Начиная с известного исследователя творчества Конрада Томаса Мозера, его творчество принято разделять на три основных фазы: первые романы, признаваемые не слишком значительными; основная фаза, или фаза «зрелого Конрада», когда были написаны такие произведения как «Сердце тьмы», «Лорд Джим» и «Секретный агент»; и наконец завершающая фаза, которая начинается после завершения романа «На взгляд запада». При этом, Мозер выделил «Теневую черту», которая, по его мнению, является исключением и равна по значительности произведениям второй фазы. В течение второй фазы мораль является основной темой для Конрада, особенно в таких моментах, как отношение людей к категориям верности и предательства. В позднем творчестве Конрада вопросы морали отходят на второй план. В «Теневой черте» происходит возвращение Конрада к рассмотрению этих понятий. В настоящее время разделение произведений Конрада на разные по значению фазы подвергается сомнению. В «Теневой черте» Конрад также вновь обращается к морской тематике, от которой он отходил в предыдущих романах.
До «Теневой черты» Конрад писал самостоятельно, после чего текст перепечатывался либо в издательстве, либо его женой. «Теневая черта» стала первым произведением Конрада, частично записанным профессиональным машинистом под диктовку Конрада. Все последующие произведения диктовались Конрадом целиком, что повлияло и на авторский стиль, который стал более многословным и, по мнению многих критиков, более слабым.

## Символическое содержание
Судно, это судно, наше судно, судно, которому мы служим, это моральный символ нашего бытия.Оригинальный текст (англ.)The ship, this ship, our ship, the ship we serve, is the moral symbol of our life.

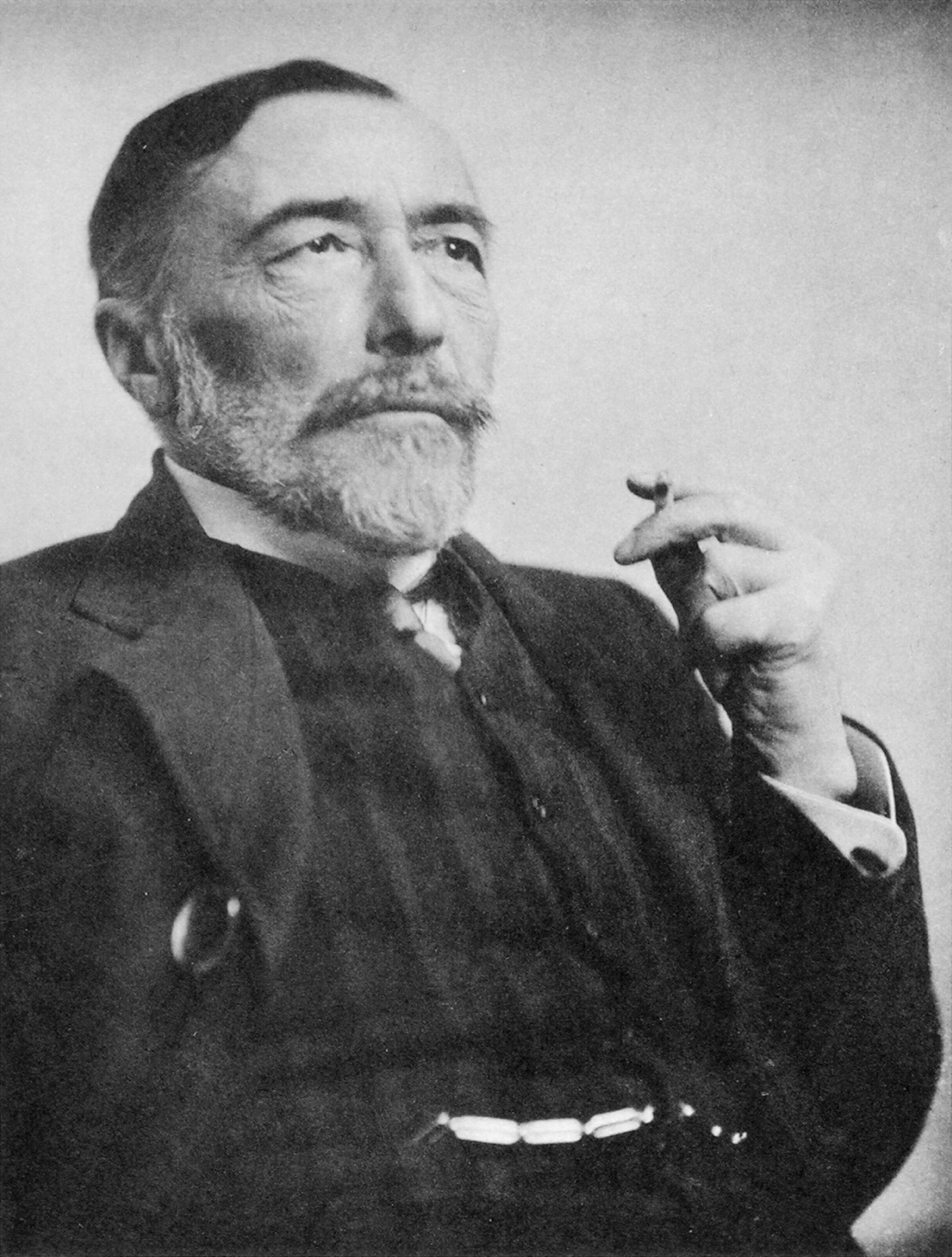
Д. Конрад в 1916 году. В 1921 году Конрад писал: Судно, это судно, наше судно, судно, которому мы служим, это моральный символ нашего бытия.

Как обычно у Конрада, корабль — это символ жизни. Изолированность главного героя позволяет ему в полной мере познать себя, перейти теневую черту, которая отделяет юность от зрелости. При этом под зрелостью понимается осознание чувства ответственности и поиск своего места в жизни. Другим важным моментом является возникающее у героя повествования чувство шока в то время, когда он понимает, сколько зла присутствует в мире. Отмечалось сходство героя повести с Гамлетом, который так же, как и герой Шекспира, переживает изоляцию, и так же шокирован глубиной зла. Герой, как и Гамлет, близок к отчаянию и безумию. Морское путешествие героя-моряка становится метафорой человеческого разума, ищущего порядка в потоке чувственного восприятия повседневной жизни. Способность видеть, понимать увиденное, и передавать полученное знание остальным — важнейшая тема творчества Конрада. При этом зачастую попытка разобрать что-то в окружающей «абсолютной тьме» для символической фигуры моряка-рассказчика заканчивается неудачей: взгляд тонет в непостижимых глубинах бытия.
Смерть и болезнь являются одними из основных тем повести. Осознание смертности — один из наиболее важных уроков пересечения теневой черты. Для того чтобы показать это, Конрад использует не только прямые описания, но и символы. Исследователи отмечали, что в повести происходит архетипичная ситуация «путешествия по ночном морю» по Юнгу, во время которого герой повести осознаёт и свою вину, и свой долг. Конрад использует традиционные ассоциации тьмы и теней, описывая темы, связанные со смертью: «Тени отшатнулись от меня безмолвно. Эти люди были призраками самих себя…». Хотя сам Конрад и отрицал какие-либо мистические мотивы в повести, исследователи отмечают многочисленные переклички с «Поэмой о старом моряке» Кольриджа.
В повести также можно увидеть христианские мотивы. Фигура Рэнсома, готового пожертвовать собой ради корабля, схожа с Христом. Его имя (англ. ransom — искупление) явно указывает на эту связь. Кроме того, можно отметить дьявольскую роль старого капитана корабля. Хотя сам Конрад в авторской заметке к повести отказывается от её мистического толкования, образ капитана для многих критиков стал причиной для сомнений и недоверия к данному высказыванию. Один из ранних критиков отмечал, что многие эпизоды «Теневой черты» можно толковать и в сверхъестественном ключе. Сам Конрад, в одном из своих писем отмечал, что хотя он и не думал ни о чём сверхъестественном, возможно, оно присутствует в повести. Название произведения может толковаться не только по прямому указанию Конрада, как теневая черта между юностью и зрелостью, но и как призрачная линия между разумом и безумием, жизнью и смертью, естественным и мистическим. Неизвестно, верил ли Конрад в бога на момент написания повести, так как он часто говорил о вере довольно противоречиво, подстраивая свою позицию под того, с кем разговаривал или переписывался. Однако к 1921 году, спустя несколько лет после написания повести, он всё же, скорее всего, полностью принял католическую версию христианства.
Норман Шерри отмечал также, что повесть может рассматриваться как очень традиционная фольклорная история. Традиционный герой вступает в царство зла, которое он разрушает благодаря своей мудрости и личному примеру. Такая трактовка довольно очевидна, так как в повести даже присутствует своя «добрая фея» — капитан Эллис.

## Война и «Теневая черта»
Критики отмечают параллели повести с событиями Первой мировой войны. В этот период многим юным солдатам пришлось перейти свою «теневую черту». Для большинства первых читателей повести в Англии, и особенно в США, где повесть была издана через три недели после вступления страны в Первую мировую войну, эти параллели были очевидны. Конрад посвящает повесть своему сыну Борису и всему его поколению, которое должно пересечь теневую черту. Война — это событие, к которому можно подготовиться профессионально, но невозможно подготовиться с точки зрения этики. В «Теневой черте» автор показывает, что личность может противостоять неконтролируемому потоку событий, неважно, чем они вызваны — политическими соображениями или погодными условиями, — только заново открыв для себя важность таких принципов, как мужество и долг.
Несмотря на то, что война никак не упоминается в повести, между опытом моряка и солдата имеется много сходства. И в Первую, и во Вторую мировую войну повесть воспринималась многими читателями как средство воспитания и подъёма воинского духа. Например, после начала Второй мировой войны в США были переизданы многие произведения Конрада, включая «Теневую черту», в предисловии к которой говорилось, что в повести показаны переживания, характерные для военного времени.

## Гомосексуальный подтекст
Некоторое количество исследователей отмечают, что в произведениях Конрада довольно часто встречаются проявления гомосексуальности и гомоэротизма. Во многих произведениях Конрада действие происходит только на корабле, где женщин быть не могло в принципе. В повести «Теневая черта» более трети текста посвящено тем событиям, которые происходят на суше, однако ни одного женского персонажа там так и не появляется. Мужественность рассказчика оттеняется поведением стюарда в доме офицеров, который демонстрирует карикатурную женоподобность. Хотя цель — подчеркнуть мужественность рассказчика — и достигается, однако она демонстрируется в отношениях между мужчинами. Стюард не единственный жеманный персонаж повести, схожее поведение показано в образе заместителя начальника портового управления. Возможно, такая демонстрация была нужна, чтобы убрать любые намёки на гомосексуальность в отношениях рассказчика и Рэнсома. Некоторые исследователи отмечают, что если рассказанная в «Теневой черте» история действительно автобиографична, то Конрад, несомненно, имел гомосексуальное влечение к одному из членов своей команды. Влечение рассказчика к Рэнсому для многих является очевидным. Финал повести может трактоваться как побег Рэнсома от их ненормальных отношений с рассказчиком, а больное сердце и смертельная опасность могут интерпретироваться как метафора таких отношений.
Некоторые исследователи отмечают, что гомосексуальные мотивы возникают в творчестве Конрада из-за его своеобразного английского языка, так как автор использовал слова, которые могут показаться двусмысленными там, где сам писатель не желал никакой неоднозначности.

## Художественные особенности

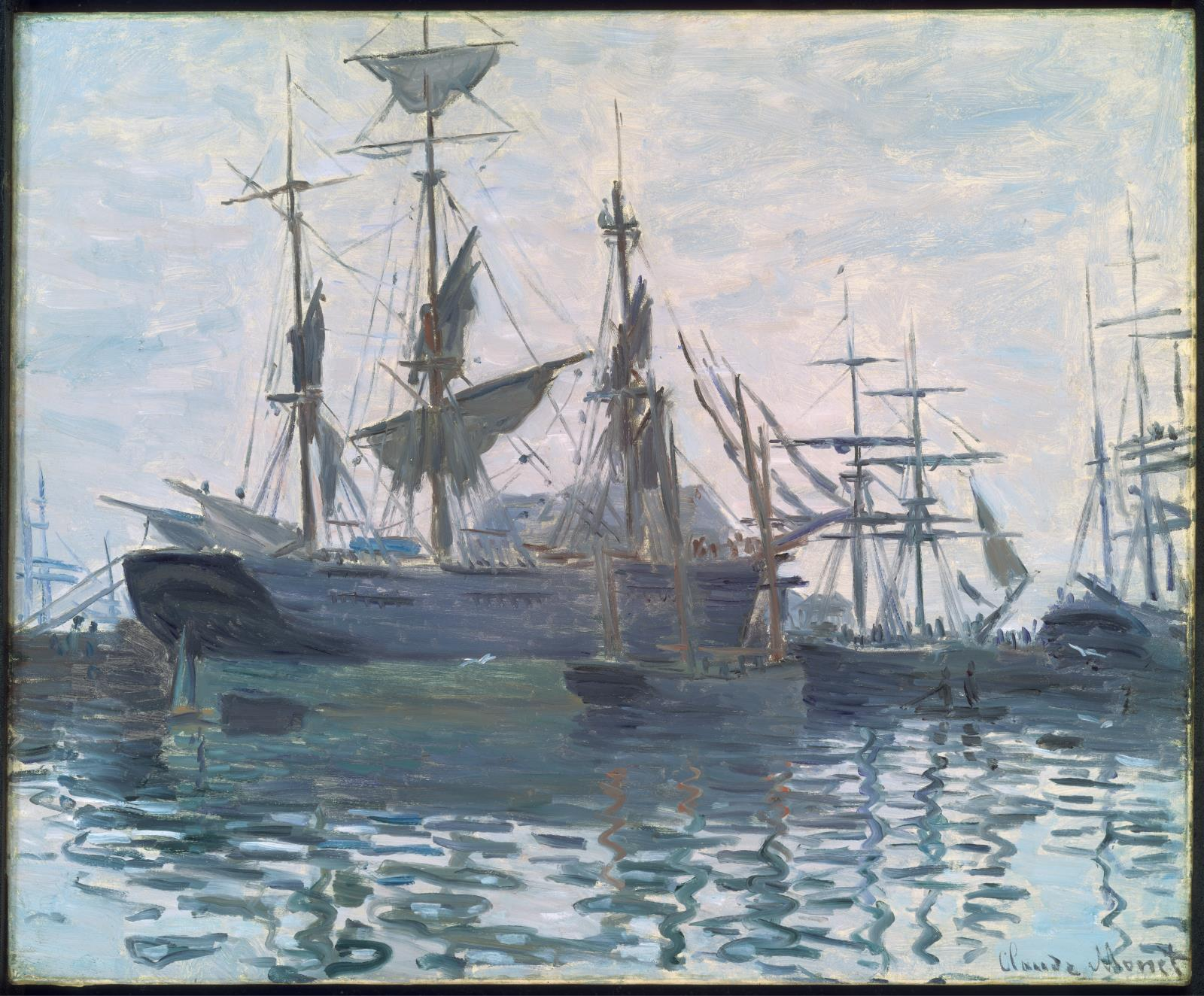
Повествовательная техника Конрада близка к живописной манере художников импрессионистов

Самому морскому путешествию и первому опыту командования уделяется около двух третей повести. Начало повести, посвящённое интриге с сокрытием письма к рассказчику о вакансии капитана, многими критиками рассматривается как слишком медлительное и неуверенное.
В своих произведениях Конрад часто показывает внутренние состояния героев через внешнюю действительность. Особенно часто он использует темноту и туман. В «Теневой черте» присутствует важная ночная сцена, в которой из-за сгустившейся тьмы герой чувствует своё одиночество и одиночество каждого человека:
Таков, должно быть, был мрак перед сотворением мира. Он сомкнулся за мной. Я знал, что невидим для рулевого. И я тоже ничего не видел. Он был один, я был один, каждый человек был один там, где стоял.Джозеф Конрад, «Теневая черта»
Ощущение одиночества человека, несущего ответственность за других людей, но при этом беспомощного перед внешними, не управляемыми им обстоятельствами, показаны через пустоту окружающего пространства:
... не было ни пятнышка на небе, ни точки на воде, ни облачка пара, ни завитка дыма, ни паруса, ни лодки, ни следа человека, ни признаков жизни — ничего.Джозеф Конрад, «Теневая черта»
Всем произведениям Конрада присущ импрессионизм, все описываемые события или объекты всегда связаны с конкретным воспринимающим персонажем. В «Теневой черте» и рабочие в доке, и рассказчик видят один и тот же корабль, но восприятие корабля у них совершенно различно. Как импрессионист, Конрад передаёт окружающую действительность через субъективные восприятия героев. Рассказчик во многом воспринимает свой корабль, как невесту, ожидающую мужа, не случайно женитьба упоминается в самых первых строках повести.
В повести разыгрывается обычная для Конрада ситуация: для того чтобы добиться успеха, герою нужно понять враждебную окружающую действительность, доступную ему только в его неидеальном чувственном восприятии. Чтобы сделать это, герою прежде всего нужно понять своё собственное внутреннее состояние.
Характерным для Конрада является внимание к субъективным переживаниям и внутренним психическим процессам. Эмоциональное состояние рассказчика является реакцией как на воображаемые, так и на реальные события. Когнитивные процессы показаны так, как они происходят в действительности — сначала ощущения, потом их декодирование, затем понимание причин, вызвавших то или иное событие. Так, когда начинается дождь, рассказчик сначала слышит только странные звуки, чувствует струйки воды, бегущие по щекам, при этом сам дождь упоминается только в конце абзаца.
Стилистика Конрада вызывала одинаковое восхищение у Э. Хемингуэя и А. Мальро.

## Восприятие и критика
Британское издание повести было раскуплено полностью за четыре дня. Американская публика также очень благосклонно отнеслась к первому изданию повести. Например, Эдит Рузвельт назвала повесть «одной из величайших работ Конрада». На критические отзывы в США значительное влияние оказало вступление страны в Первую мировую войну. Газета The New York Times опубликовала отзыв с оглавлением «Героический поиск правды Конрада» (англ. A Conrad Hero's Quest for Truth), в нём повесть была представлена как образец для подражания американским юношам, которым вскоре предстоит отправиться на военную службу. Основными идеями в повести были названы верность и долг. В США «Теневая черта» была издана на пике популярности Конрада и воспринималась как ещё одно произведение «настоящего гения». Nation, к примеру, назвала Конрада возвышающимся подобно Гулливеру над прочей английской литературой XX века. Единственный негативный отзыв в Los Angeles Times критиковал не повесть, а возникшую «конрадоманию».
В Англии часть критиков была также восторженна, чествуя «гениального мастера» и «величайшего писателя». Однако в Англии вышли и более взвешенные и даже отчасти отрицательные рецензии. Большинство популярных газет, в числе которых были и Daily Chronicles и Daily Express, рекомендовало повесть как ещё одну «классическую морскую историю». Аннотация к повести в её первом британском издании прямо сравнивала её с «Поэмой о старом моряке» Кольриджа, предопределив тем самым тему многих критических отзывов. Джеймс Дуглас на страницах журнала Star разобрал влияние поэтики Кольриджа на повесть. Той же теме был посвящён критический отзыв в Morning Post. Таким образом было закреплено представление о мистическом характере повести, которое тремя годами позднее опроверг сам Конрад в своей авторской заметке к переизданию. Впрочем, критик Times Literary Supplement заметил, что мистика, возможно, возникла против воли автора, бесполезно утяжелив повесть. Повесть также сравнивалась с «Поворотом винта» Генри Джеймса, где сверхъестественная атмосфера создаётся без прямого обращения к мистике.
В период с 1950 по 1965 год происходит открытие Конрада для академических исследователей, формируется «конрадовский канон». «Теневая черта» при этом воспринимается неоднозначно. Томас Мозер относит её к периоду упадка творчества Конрада. Альберд Дж. Жерард причисляет произведение к неудачам Конрада. Другая часть академических критиков оценила повесть очень высоко, например Ф. Р. Левис считал её лучшей работой Конрада, а Ян Ватт — последним шедевром писателя с глубоким символическим и философским содержанием. Лишь в последние десятилетия повесть прочно вошла в конрадовский канон.

## Издания и переводы
Не существует «канонического» текста повести. Во-первых, есть отличия между первыми книжными изданиями в США и Англии, во-вторых существенно отличается от обоих изданий журнальный вариант повести. Кроме того она дорабатывалась Конрадом для собраний сочинений (издательств Doubleday и Heinemann) в 1921 году. Издатели зачастую вносили правки в конрадовскую пунктуацию, грамматику, меняя целые фразы. Наиболее близким к авторскому замыслу считается первое книжное британское издание.
- С сентября 1916 по март 1917 повесть была напечатана по частям в журнале The English Review[37].
- Первое британское издание: Conrad, Joseph. The Shadow Line. — London: J. M. Dent, 1917. — 197 p.
- Первое американское издание: Conrad, Joseph. The Shadow Line: A Confession. — New York: Doubleday, 1917. — vi, 197 p.
- Выверенное по всем основным изданиям переиздание (за основу взято первое британское издание): Conrad, Joseph. The Shadow-line: A Confession. — Oxford University Press, 2003. — 202 p. — ISBN 978-0-19-280170-8.

На русском языке повесть вышла в серии «Общедоступная библиотека» издательства «Сеятель» в 1926 году в переводе А. Полоцкой (под редакцией М. Лозинского). В том же году был выполнен перевод на немецкий в рамках издания собрания сочинений Конрада издательством Fischer. Предисловие к тому, содержащему «Теневую черту», было написано писателями Томасом Манном и Якобом Вассерманом. В 1931 году повесть была переведена на словенский и сербский языки. Словенский перевод был выполнен известным поэтом Отоном Жупанчичем. На польский язык повесть впервые была переведена в 1925 году, кроме того, в 1973 году её повторно перевёл известный польский писатель Ян Юзеф Щепаньский. Повесть также была переведена на французский в 1930 году (перевод выполнили супруги Генри и Елена Хоппенот), и голландский языки в 1947 году.

## Экранизации
В 1976 году Анджей Вайда снял по мотивам повести фильм «Теневая черта». В качестве безымянного в оригинале рассказчика представлен сам Джозеф Конрад. Режиссёр, как и некоторые критики, был не удовлетворён фильмом. Реалистичная манера не позволила отразить внутреннее состояние героя, составляющее суть повести.